# Concilio
Il concilio o sinodo è, nella vita di alcune Chiese cristiane (come quella cattolica romana, quelle ortodosse orientali e diverse Chiese riformate), una riunione di rappresentanti delle diverse chiese locali, per raggiungere un consenso attorno a un argomento riguardante la fede o per prendere decisioni di natura pastorale o disciplinare.
Il termine sinodo deriva dal greco synodos, composto dalla particella syn (che significa: insieme) e dal sostantivo odòs (che significa: cammino). Questa etimologia fa capire immediatamente che il sinodo è un organismo avente il preciso scopo di permettere una partecipazione ampia di tutte le componenti ecclesiali (per esempio, tra cattolici e ortodossi: vescovi, presbiteri, diaconi, religiosi e laici) alla vita della Chiesa: attraverso il sinodo, cioè, il "cammino" che viene percorso "insieme". L'equivalente latino di synodos è concilium.

## I concili particolari o sinodi
Fin dal II secolo, i vescovi locali di una provincia o di una regione erano soliti riunirsi in assemblea per affrontare problemi locali, sia dogmatici, che morali, e soprattutto di disciplina o giurisdizione ecclesiastica. Erano noti i sinodi diocesani, i sinodi provinciali, i sinodi patriarcali e i sinodi generali. Si definivano sinodi generali quelli nei quali si radunavano solo i vescovi dell'Oriente o dell'Occidente.
Secondo il concilio di Nicea I e il concilio di Calcedonia del 451 i sinodi provinciali dovevano essere celebrati due volte all'anno. Infine, a Costantinopoli esisteva il cosiddetto sinodo endemico, che era l'assemblea dei vescovi che al momento della celebrazione si trovavano a soggiornare nella capitale e venivano convocati sotto la presidenza del patriarca.
L'incidente di Antiochia costituisce il primo esempio di una riunione di questo tipo, di riferimento per i successori degli apostoli, sebbene per molti storici non si sia trattato di un concilio ecumenico. Nascono così i sinodi o concili locali o particolari, di cui è costellata la storia della Chiesa. Di solito questi concili, che spesso avevano un carattere nazionale, venivano convocati dal metropolita della regione; non è raro il caso di concili locali presieduti da legati papali.
La loro frequenza ancora elevata durante tutto il Medioevo, andò diradandosi dopo il concilio di Trento e il Codice di diritto canonico del 1917 ripristinò il loro uso, introducendo l'obbligo di celebrare un concilio provinciale ogni 25 anni e una conferenza dei Vescovi almeno a cadenza quinquennale.
Per indicare i concili particolari in genere si utilizza il termine «sinodo», per distinguerlo da concilio, utilizzato per lo più per indicare i Concili ecumenici.
Stando alla testimonianza degli Atti degli Apostoli, il primo sinodo della storia della Chiesa fu il concilio di Gerusalemme.

### Elenco di alcuni sinodi locali
- Sinodo di Gangra - Sinodo locale che condannò Eustazio di Sebaste
- Sinodi di Antiochia - Serie di sinodi tenuti ad Antiochia nel III e IV secolo
- Concili di Toledo - Serie di 18 sinodi della chiesa visigotica di Spagna, celebrati nell'Alto Medioevo (V-VIII secolo)
- Concili di Aquisgrana - Serie di diversi concili tenutisi nella città tedesca nel corso del Medioevo
- Concili di Troyes - Serie di diversi concili provinciali francesi tenutisi nel corso del Medioevo
- Concili di Cartagine - Serie di concili che videro la riunione dei vescovi dell'Africa romana
- Concilio di Elvira (inizio IV secolo)
- Concilio di Ancira (314)
- Concilio di Neocesarea (IV secolo, tra 314 e 325)
- Primo concilio di Arles (314) - Condanna del donatismo, il primo ad essere convocato da un imperatore
- Concilio di Tiro (335) - Concilio convocato per giudicare il vescovo Sant'Atanasio
- Concilio di Sardica (343) - Si conferma la fede di Nicea contro Ario
- Concilio delle Gallie (358 o 359)
- Concilio di Ancira II (359)
- Concilio di Rimini (359)
- Sinodo di Laodicea (363-364) - Sinodo regionale dell'Asia Minore
- Vari concili (o sinodi) di Roma (378-876)
- Concilio di Seleucia-Ctesifonte (410)
- Concilio di Orange (441)
- Secondo concilio di Efeso (449) - Prese posizione a favore delle tesi monofisite (il primo concilio di Efeso fu invece un concilio ecumenico)
- Concilio di Agde (506) - Nel Regno visigoto
- Concilio di Orleans (511) - Nel Regno franco
- Concilio di Epaon (517) - Nel Regno burgundo
- Concilio di Toledo (589) - Abbandono definitivo dell'arianesimo da parte della chiesa spagnola
- Concilio di Hieria (754) - Affermazione dell'iconoclastia
- Sinodo o concilio di Francoforte (794)
- Concilio di Tours (813) - Per la prima volta si prese atto delle autonomie linguistiche neolatine
- Sinodo di Roma (897) - Chiamato anche «Sinodo del cadavere» per la condanna post mortem di papa Formoso
- Concilio di Firenze (1055) - Contro la simonia e il concubinato dei preti
- Concilio di Piacenza (5 marzo 1095) - Condanna di alcune eresie e lotta per le investiture
- Concilio di Clermont-Ferrand (27 novembre 1095) - Viene indetta la prima crociata
- Sinodo di Rathbreasail (1111) - Sinodo locale dell'Irlanda
- Concilio di Clermont (1130) - Concilio convocato da papa Innocenzo II, nel quale fu imposto il divieto di organizzazione di tornei cavallereschi
- Sinodo di Kells (1152) - Altro sinodo locale dell'Irlanda
- Concilio di Bourges (1225) - Sinodo del clero di Francia sulla prosecuzione della crociata albigese
- Concilio di Pisa (1409) - Fallito tentativo di porre fine allo Scisma d'Occidente
- Concilio di Siena (1423) - Celebrato in ossequio al decreto Frequens di Costanza
- Sinodo di Diamper (1599) - Celebrato in India a proposito dei cristiani di San Tommaso
- Sinodo di Dordrecht (1618-1619) - Sinodo della Chiesa riformata olandese
- Sinodo di Pistoia (1786) - Sinodo della diocesi toscana nel quale si cercò di riformare la chiesa in senso giansenista

### Sinodo nella Chiesa cattolica
Nella Chiesa cattolica, a seconda della propria conformazione e del proprio ambito di intervento, si distingue il sinodo dei vescovi dal sinodo diocesano.

#### Sinodo dei vescovi
È una riunione a cui non partecipano tutti i vescovi, ma solo alcuni, secondo il criterio della rappresentanza. Si differenzia dunque dal Concilio ecumenico. Nella Chiesa moderna si configura come un'istituzione permanente, creata da papa Paolo VI il 5 settembre 1965 con il motu proprio Apostolica sollicitudo, per rendere stabile e reale il vincolo di comunione tra i vescovi e la loro corresponsabilità nella guida della Chiesa. In seguito è stato disciplinato dai canoni 342-348 del Codice di diritto canonico e dal canone 46 del Codice dei canoni delle chiese orientali. I canoni stabiliscono che il sinodo è formato da vescovi ed è sotto la diretta autorità del Pontefice; si riunisce:
- in assemblea generale ordinaria, quando sono convocati vescovi rappresentanti di tutte le Conferenze episcopali del mondo.
- in assemblea generale straordinaria, quando sono convocati solo alcuni vescovi a motivo della loro specifica competenza, per trattare questioni che richiedono una soluzione rapida.
- in assemblea speciale, quando sono convocati i soli vescovi appartenenti ad una particolare regione o continente, per il quale il sinodo viene indetto.

Il Sinodo dei Vescovi ha potestà deliberativa soltanto se il Papa lo concede espressamente.

#### Sinodo diocesano
Viene previsto e regolamentato dal Codice di diritto canonico ai canoni 460-468; tali norme vanno ampiamente integrate con quanto previsto dalla "Istruzione sui sinodi diocesani" pubblicata congiuntamente dalla Congregazione per i vescovi e dalla Congregazione per l'evangelizzazione dei popoli nel 1997 (vedi il testo integrale).

#### La normativa del Codice di Diritto Canonico
Il Codice di diritto canonico disciplina i concili particolari nei cann. 439-446, situato nel Libro II (Il Popolo di Dio), parte II (costituzione gerarchica della Chiesa), sezione II (Le chiese particolari e i loro raggruppamenti), titolo II (I raggruppamenti di chiese particolari), capitolo III (I concili particolari).
Invece tratta dei concili ecumenici nei cann. 336-341 dello stesso Libro II, parte II, alla Sezione I (La suprema autorità della Chiesa), capitolo I (Il romano pontefice e il collegio dei vescovi), articolo II (il collegio dei vescovi).

### Sinodo nella Chiesa ortodossa
Nelle chiese ortodosse i sinodi sono riunioni di vescovi; sono lo strumento fondamentale per l'elezione dei vescovi e lo stabilimento di norme ecclesiastiche inter-diocesane. Il più importante sinodo russo fu il Santissimo sinodo.

### Sinodo nella Chiesa valdese
Il sinodo valdese è annuale. In esso vengono assunte in modo assembleare tutte le decisioni teologiche e organizzative.